# Burkhard Cordes
Burkhard Hans Otto Cordes (Darmstadt, Alemania, 15 de mayo de 1939) es un deportista brasileño que compitió en vela en la clase Flying Dutchman. Es hijo del waterpolista Otto Cordes.
Participó en dos Juegos Olímpicos de Verano en los años 1968 y 1972, obteniendo una medalla de bronce en México 1968 en la clase Flying Dutchman. En los Juegos Panamericanos consiguió dos medallas, plata en 1967 y oro en 1975.
Ganó una medalla de bronce en el Campeonato Mundial de Flying Dutchman de 1973.

## Palmarés internacional
| Juegos Olímpicos     | Juegos Olímpicos           | Juegos Olímpicos  | Juegos Olímpicos |
| Año                  | Lugar                      | Medalla           | Clase            |
| -------------------- | -------------------------- | ----------------- | ---------------- |
| 1968                 | Ciudad de México (México)  | Medalla de bronce | Flying Dutchman  |
| Campeonato Mundial   |                            |                   |                  |
| Año                  | Lugar                      | Medalla           | Clase            |
| 1973                 | Rochester (Estados Unidos) | Medalla de bronce | Flying Dutchman  |
| Juegos Panamericanos |                            |                   |                  |
| Año                  | Lugar                      | Medalla           | Clase            |
| 1967                 | Winnipeg (Canadá)          | Medalla de plata  | Flying Dutchman  |
| 1975                 | Ciudad de México (México)  | Medalla de oro    | Flying Dutchman  |